# まゆみゆ
まゆみゆ（1998年5月7日 - ）は、日本の一卵性双生児の女性ボーカルデュオである。

## 概要
岡山県倉敷市出身。小学5年生からデュオとして歌い始め高校1年の時に一卵性双生児女子高生ボーカルデュオとして注目される。音楽フェスや地域イベントの出演、高齢者施設慰問など岡山を拠点に全国へ歌手として活動を続けている。

## 略歴
2010年2月15日、日本テレビ「歌スタ!!」出演をきっかけに歌手としての活動を開始。
2011年8月10日、オリジナル1st.アルバム「初恋。」を発売してデビュー。
2014年7月27日、第21回日本カラオケボックス大賞 優秀賞。同年7月30日、テレビ東京「THEカラオケ★バトル U-18 歌うま甲子園」準優勝。9月3日、テレビ東京「THEカラオケ★バトル ハーモニー歌うま王決定戦」優勝。10月15日、テレビ東京「THEカラオケ★バトル U-18最強王者決定戦」出演。
2015年5月10日、広島テレビ 「笑いと青春の学園バラエティぐるぐるスクール」10代最強の歌うたいは誰だ！？ぐるスク・カラオケ王座選手権！準優勝。7月22日、テレビ東京「THEカラオケ★バトル 最強ハーモニー！プロVSアマ頂上決戦」出演。9月18日、フジテレビ「ハモネプリーグ全国大会」でツインズメロディのメインボーカルとして参戦し754組中準優勝。10月27日、岡山県のPRソング「もんげー岡山！」のプロモーションビデオに岡山ゆかりのメンバーの一組として参加。
2016年8月10日、Lugz&Jeraが楽曲提供とプロデュースした2nd.アルバム「18(エイティーン)」を発売する。
2017年1月、楽曲「Everyone」が映画「かみいさん!」の主題歌となる。7月12日、テレビ東京
「THEカラオケ★バトル 都道府県対抗！ご当地歌うま選手権」でデュエット採点では番組史上初の100点満点を出すなどで優勝を果たす。2016年から岡山のよさこい踊りチーム「風舞輝-fubuki」のオリジナル曲歌手として高知のよさこい祭りに参加し、2年連続で優秀賞「粋」を受賞する。

## ディスコグラフィー

### ミニアルバム
| 枚  | 発売日        | タイトル             |
| --- | ------------- | -------------------- |
| 1st | 2011年8月10日 | 初恋。               |
| 2nd | 2016年8月10日 | 18(エイティーン)     |
| 3rd | 2016年11月3日 | 「初恋。」～18ver.～ |

#### 枚数限定シングル
- あゝ千人塚（2018年3月）

明治13年、岡山県倉敷市に発生した暴風高潮災害で犠牲になった人の供養施設「千人塚」（倉敷市重要文化財）を題材に作られた曲で、CDを限定100枚で販売した。
（作詞：岡野弘、岡部学/作曲：朝田恵利、植木ゆかり）

## タイアップ
「もんげー岡山！」スペシャルバージョンPV
岡山県のPRソング（2015年10月27日）
Everyone（アルバム「18」収録）
映画「かみいさん!」主題歌（2017年1月）

## 主なイベント・フェス
- 1st mini Album「初恋。」リリース記念 初コンサート（2011年8月22日）
- 最上稲荷「豆まき式」ゲスト（2016年2月3日）
- JFE西日本フェスタinくらしき2011〜2016（JFEスチール西日本製鉄所 倉敷地区構内 メインステージ）
- まゆみゆワンマンコンサート倉敷芸文館（岡山県倉敷市）（2016年9月4日）
- 倉フェス！（岡山県倉敷市）（2017年8月27日）[13]